# Josa analis
Josa analis là một loài nhện trong họ Anyphaenidae.
Loài này thuộc chi Josa. Josa analis được Eugène Simon miêu tả năm 1897.